# سیمئون ابن بالدوین
سیمئون ابن بالدوین (Simeon Eben Baldwin) (زادهٔ ۵ فوریه ۱۸۴۰ – درگذشتهٔ ۳۰ ژانویه ۱۹۲۷)، کارشناس قضایی، استاد حقوق و سیاستمدار اهل ایالات متحده بود که به عنوان ۶۵امین فرماندار کنتیکت خدمت کرد.

## تحصیلات
بالدوین که پسر کارشناس حقوق، فرماندار کنتیکت و سناتور ایالات متحده راجر شرمن بالدوین و ایملی پاتکین پرکینز بود، در نیوهیون، کنتیکت بدنیا آمد و بیشتر عمر خود را در آنجا گذراند. وی هنگامی که پسربچه بود در مدرسه دستور زبان هاپکینز در نیوهیون، کنتیکت آموزش دید. پس از فراغت از مدرسه، وی در تمامی فعالیت‌های مدرسه خود فعال بود، اما به‌طور خاص وی برای چندین سال به عنوان رئیس هیئت امنای این مدرسه خدمت کرد؛ در رویداد تجلیل از دویست و پنجاه سالگی تأسیس این مدرسه در ۱۹۱۰ میلادی، وی خطابه‌ای در مورد تاریخچه آن ایراد نمود؛ مدت کوتاهی قبل از مرگ وی، زمانی که نیاز شد تا مدرسه به ساختمان جدید منتقل گردد، وی یکی از بزرگترین کمک‌کننده‌های مالی انفرادی به این مدرسه بود و کمک‌های مالی وی این امکان را فراهم نمود تا یک مجموعه ساختمان‌های جدید برای این مدرسه که وی دوست داشت از آن به عنوان چهارمین مؤسسه آموزشی کهن در ایالات متحده یاد نماید، تأسیس گردید.
پس از اتمام مدرسه دستور زبان هاپکینز، وی به کالج ییل رفته و با کلاس ۱۸۶۱ از آنجا فارغ‌التحصیل گردید. اطلاعات زیادی در مورد چهار سال کالج وی در دسترس نیست. وی در طول این مدت یک دفتر خاطرات با خود نگه می‌داشت و در پنجاه و پنجمین گردهمایی کلاس خود خاطراتی را از روی آن دفتر خواند، اما این دفتر حالا در دسترس نیست. خصیصه‌های آموزشی که وی بعدها از خود نشان داد در دوران کالج نیز بد نبوده‌است و می‌توان آنرا از این حقایق استنتاج نمود که وی عضو سازمان‌های سرفرازان فی بیتا کاپا (Phi Beta Kappa) و محفل مخفی جمجمه و استخوان (Skull & Bones) بود. این چنین اسناد نشان دهنده این است که هیچ چیز غیرمعمولی در مورد این دانشجوی جوان در دوران دانشگاه وجود نداشت و اینکه شاعر ادوارد راولاند سیل نیز در کلاس وی آموزش می‌دید و دو دوست دیگر وی، تریسی پیک و فرانکلین بودویچ دیکستر، نیز همانند وی بعدها تأثیرات فراوانی بر زندگی دانشگاه داشتند.

## سال‌های اولیه
بعد از فراغت از کالج، وی برای مدت دو سال در دانشگاه ییل، هاروارد و دفتر حقوقی پدر خود به آموزش حقوق پرداخت. وی در ۱۸۶۳ میلادی مجوز فعالیت در حوزه قضایی را کسب کرده و کار در حوزه حقوق را آغاز کرد. هفده سال خدمت وی به عنوان دستیار قاضی و قاضی کال دادگاه عالی ایالتی خود و چهار سال خدمت وی به عنوان فرماندار، علاوه بر سایر فعالیت‌های که در اواخر زندگی انجام داد، ظاهراً به‌طور غیر صریح به هم‌عصران پسین وی این حقیقیت را می‌رساند که وی حداقل به اندازه هر کسی دیگری یک وکیل موفق بود. با کارکردن به عنوان وکیل، وی هم در داخل و هم خارج از ایالات خود معروف گردیده و به موفقیت مالی که معمولاً رشته حقوق به همراه دارد، دست یافت. وی به جنبه عملی کار یک وکیل بسیار مشتاق بود و هرگز این شوق خود را از دست نداد. وی تقریباً تا آخرین روزهای زندگی خود یک دفتر حقوقی داشت، به‌طور روزانه در صورت مساعد بودن وضعیت سلامتی خود به آن سر می‌زد و همواره به کتابخانه خود می‌افزود. وی حتی در اواخر زندگی خود کتابی را تحت عنوان مرد جوان و حقوق در ۱۹۱۹ میلادی نوشت که نشان می‌داد حقوق هنوز هم در دل وی قرار دارد. در ۱۸۷۸ میلادی، وی یکی از بنیانگذاران کانون وکلای دادگستری آمریکا را تأسیس نموده و از ۱۸۹۰ تا ۱۸۹۱ میلادی به عنوان رئیس کانون وکلای دادگستری آمریکا خدمت کرد. وی برای دوازده سال (۱۹۰۷ – ۱۹۱۹ میلادی) به عنوان مدیر ارشد دفتر حقوق تطبیقی (و همچنین دبیر ژورنال آن، آنول بولیتین، برای حقوق‌شناسی عمومی) در کانون وکلای دادگستری آمریکا خدمت کرد.
وی در ۱۹ اکتبر ۱۸۶۵ با سوزان میرس وینچنستر، دختر ادمون ونچستر و هاریت میرس، ازدواج کرد. سیمئون و سوزان باهم سه فرزند داشتند: فلورانس، راجر و هلن.
وی در اواسط زندگی خود به‌طور فعال مشغول تدریس حقوق بود. وی در این عرصه نیز از خود قابلیت نشان داد. کسی که نزد وی آموزش دید و همانند وی به عنوان قاضی ارشد دادگاه استیناف کنتیکت خدمت کرد، می‌گوید که دانشجویان قدیمی وی، کار وی به عنوان معلم «را نسبت به سایر کارهای وی، بیشتر مجزا و تاثیرگذارتر بر زندگی انسان می‌دانند. احتمالاً در آن روزهای که وی تدریس می‌کرد، نصفی از سایر معلم‌ها حقوق در شهر ما هم نمی‌توانست در کلاس وی شرکت کند» (ژورنال کانون وکلای دادگستری آمریکا، فوریه ۱۹۲۷، صفحه ۷۴).
اقدام کانون مدارس حقوقی آمریکا مبنی بر انتخاب وی به عنوان رئیس این کانون در ۱۹۰۲ میلادی نیز می‌تواند گویای این تأثیر وی به عنوان استاد باشد. وی در ۱۸۶۹ میلادی به عنوان استاد در مدرسه حقوق ییل گماشته شد، مدرسه‌ای که نزدیک به نابودی بود. مشارکت فعالانه وی در امور این مدرسه برای پنجاه سال ادامه یافت و در سال ۱۹۱۹ میلادی بود که وی به عنوان استاد افتخاری بازنشسته شد. احیای مجدد این مدرسه حقوق، به‌طور گسترده ناشی از فعالیت وی بود. وی تعداد استادان را افزایش داد، دوره‌های آموزشی جدید اضافه کرد، دوره‌های آموزشی فوق لیسانس را توسعه بخشید و برای یک مدت زیادی مسئولیت مالی برای حضور این مدرسه را پذیرفت (ژورنال مدرسه حقوق ییل، مارس ۱۹۲۷، صفحه ۶۸۰). یکی از ویژگی‌های شخصیتی وی این بود که، زمانی چندی قبل از مرگ وی رویکرد آموزشی مدرسه به سیستم به اصطلاح «سیستم پرونده» تغییر داده شد، قاضی بالدوین همانند سایر هم‌عصران خود، به این رویکرد انتقاد کرد، اما وی برای یک لحظه هم در وفاداری خود به این مدرسه تغییر نیاورد و این امر چندین سال بعد در وصیت نامه بسیار سخاوتمندانه وی بخاطر آورده شد.
علاوه بر کار به عنوان وکیل دادگستری و استاد، وی به‌طور فعالی در امور عمومی نیوهیون نیز شرکت کرد. وی در کمیسیون پارک‌های عمومی، در شورای عمومی نیوهیون و در هیئت مدیره بیمارستان نیوهیون خدمت کرد. وی که عمیقاً به کارهای مذهبی علاقمند بود، به عنوان رئیس باشگاه کنگره‌گرای نیوهیون و انجمن مسیحی مردان جوان (YMCA) خدمت کرد. وی از ۱۸۸۴ تا ۱۸۹۶ میلادی ریاست انجمن تاریخی مستعمره نیوهیون را برعهده داشت و مقالات زیادی در رابطه با موضوع تاریخ برای این انجمن نوشت.

## زندگی سیاسی
اگرچه وی در مسائل محلی بیشتر شرکت داشت، اما شرکت وی در مسائلی که مرتبط با کل ایالت می‌شد، به مراتب متنوع تر بود. هرچند وی هرگز یک سیاستمدار نبود و تا آخرین روز زندگی خود هیچگاه به دنبال افتخارات و سمت‌های دولتی نرفت و آنها را جستجو نکرد، اما وی در همان اوایل با زندگی سیاسی ایالت پیوند داده شد.